# Capeta
Capeta là một chi nhện trong họ Salticidae.